# Saint-Martin-Château
Saint-Martin-Château település Franciaországban, Creuse megyében. Lakosainak száma 152 fő (2022. január 1.). Saint-Martin-Château Royère-de-Vassivière, Saint-Junien-la-Bregère, Saint-Pardoux-Morterolles és Peyrat-le-Château községekkel határos.

## Népesség
A település népessége az elmúlt években az alábbi módon változott:
| Lakosok száma | 323  | 219  | 152  | 136  | 151  | 147  | 144  | 146  | 147  | 152  |
|               | 1968 | 1982 | 1990 | 2006 | 2013 | 2015 | 2017 | 2019 | 2020 | 2022 |